# إبراهيم غازييف
إبراهيم غازييف هو قائد عسكري ومسؤول حكومي يشغل حاليًا منصب وزير الدفاع الحالي لأوسيتيا الجنوبية.